# Бориспільський район (1923—2020)
Бори́спільський райо́н — колишній район України розташований у Київській області.
17 липня 2020 року було укрупнено внаслідок адміністративно-територіальної реформи

## Розташування
Межує з територією Києва на південному сході столиці. Районний центр — Бориспіль, до складу Бориспільського району не входить, а є містом обласного підпорядкування Київської області.

## Основні параметри
Населення району становить 52 826 осіб (на 1 жовтня 2013). Площа району 1485 км². Утворено 1923 року.
В економічному й географічному відношенні вигідно розташований на сході Київської області, на лісостеповій рівнині Придніпровської низовини. Поверхня території рівнинна, інколи хвиляста: добре означені підвищення чергуються з низинами, що не рідко переходять у болота.
На південних та південно-західних його кордонах протікає Дніпро. Вздовж річки тягнеться найбільш низовинна частина району — заплава, яка біля сіл Жереб'ятин, Гнідин, Проців сягає ширини 6-11 км. Територією району протікають річки, ліві притоки Дніпра — Павлівка, Млен, Іква та праві притоки Трубежа — Бочечки, Карань, Вогнища, Красилівка, Альта, Ільтиця. Всі річки течуть рівнинною місцевістю, а тому мають повільну течію. Живляться за рахунок снігів, дощів і підземних джерел. На півдні Бориспільський район омивається водами Канівського водосховища.
Ґрунти в основному темно-сірі опідзолені чорноземи та чорноземи на середньо-суглинковому лесі й частково супіщані та глейові. Ліси займають понад 15 тис. га. Корисні копалини — цегельно-черепична сировина, піски, торф.

## Транспорт
Районом проходить низка важливих транспортних коридорів країни, серед них E40М03.
Також, на території району розташовані значні інфраструктурні об'єкти Міжнародного аеропорту «Бориспіль».

## Історія
В період з IX по XII ст. між Києвом і Переяславом було зведено цілий ряд укріплених городищ поблизу сучасних сіл: Любарці, Іванків, Старе, Рогозів, Головурів, Вороньків, Глибоке, Проців, виникло багато укріплених поселень. Під час монголо-татарської навали поселення на території сучасного Бориспільського району були зруйновані, а вже з XIV ст. (1362 року) ці землі переходять під владу Великого князівства Литовського. Пізніше ця територія стала називатися «Земля Полукняжеская». Архівні документи цього періоду свідчать, що «Земля Полукняжеская» була «пожалувана» королівському товмачу Солтану Албеєвичу. В 1508 році він продав ці землі Київському Пустинно-Микільському монастирю. Монахи володіли землею до кінця XVI ст. На монастирських землях в цей період почали селитися втікачі з Правобережжя.
В актах цього періоду згадуються також деякі інші села району: Гнідин, Вишеньки, Сошників, Сальків, Проців, Булачин (Ерківці). З вірчих грамот від 1525 року дізнаємося, що тоді вже були і села Жереб'ятин, Рогозів, Вороньків, Іванків.
Після 1569 року всі українські землі, які раніше належали литовцям, відійшли до польської корони. За рішенням польського сейму від 1590 року землі навколо містечка Бориспіль і саме місто отримав у володіння Войтех Чановицький, який в документах 1590 року згадується як гетьман запорізьких козаків.
У 1596 році ці землі Сигізмунд III зробив королівською маєтністю. Того ж року було утворено Бориспільське староство.
Наприкінці XVI — на початку XVII ст. Україну охоплює ряд козацько-селянських повстань. За придушення повстання під проводом Наливайка (1594—1596) сейм пожалував Бориспільське староство магнату Жолкевському у володіння, а з 1623 року воно стає власністю родини Жолкевських (до 1648 року).
Історія Бориспільського краю невіддільна від боротьби українського народу проти польсько-шляхетського панування. Населення міста та навколишніх сіл брало участь у повстанні нереєстрових козаків під керівництвом Тараса Федоровича (Трясила).
Визвольна війна під проводом Богдана Хмельницького (1648—1657) поклала край польсько-шляхетському пануванню в Україні. Цілий край було поділено відповідно до козацького звичаю на полки і сотні. Одним з полкових міст був Переяслав, сотенними, серед інших, містечка Бориспіль та Вороньків. До бориспільської сотні належали села: Нестерівка, Кучаків, Лебедин, Стариця, Сеньківка, Іванків (Бориспільський район), Дарниця та ряд хуторів, до Вороньківської — села Глибоке, Кийлів, Кальне, Рудяків.
Полковники, сотники мали військову, адміністративну і судову владу. Козаки користувалися вільним правом володіння своїми землями, не мали ніяких повинностей крім військової, не сплачували податків, одержували платню.
Під час московсько-польської війни (1654—1667) бориспільські землі кілька разів зазнавали великих спустошень.
У 1658 році за наказом воєводи Шереметьєва (під час боїв між військами гетьмана І. Виговського і царським військом) містечко Вороньків та інші села і хутори були винищені і спалені.
Значних втрат землі Бориспільщини зазнали навесні 1661 і восени 1663 років, коли їх захопили польські війська.
В липні 1666 року в Борисполі спалахнуло повстання проти гніту козацької старшини та царських воєвод. Підняли повстання козаки Переяслава та Борисполя. В серпні того ж року повстання було придушене.
Універсалом від 14 січня 1752 року гетьман Кирило Розумовський передав бориспільські землі у вічне володіння своїй сестрі та її чоловіку, бунчуковому товаришу Ю. Дарагану.
На особливу увагу заслуговує ім'я поета і проповідника II пол. XVIII ст. І. Г. Некрашевича з села Вишеньки. Він закінчив Києво-Могилянську академію, був священиком у рідному селі.
Поетична спадщина невелика — нині відомо усього дев'ять його творів.
На тлі поезії того часу твори І.Некрашевича виділяються чистотою народної мови, гумором, легкістю стилю, простотою змісту.
У Воронькові пройшли дитячі та юнацькі роки класика єврейської літератури Шолом-Алейхема (справжнє прізвище Робінович Шолом Наумович, 1859—1916 рр.). Рідне село письменник згадує з особливою теплотою в автобіографічній повісті «З ярмарку».

### Період національно-визвольних змагань
У березні 1917 року в Україні була створена Центральна Рада. На її чолі стояли М. Грушевський, В. Винниченко, С. Петлюра. УЦР судилося перерости від українського представницького органу на Всеросійському рівні до оплоту першої української державності у ХХ столітті. Після проголошення у січні 1918 року Четвертого Універсалу Українська Народна Республіка перетворилася на суверенну незалежну державу. Розпочалася тривала та виснажлива боротьба за втримання довгожданої національної держави, що була вперше відновлена з часів Хмельниччини, активну участь в якій брали й свідомі українці Бориспільщини. З небайдужих до долі України жителів сіл Бориспільського району була створена Вороньківська сотня, що під командуванням Івана Черпака боролася проти більшовиків у складі Армії УНР. 4-5 лютого 1919 року сотня прийняла нерівний бій з більшовицькими загарбниками на річці Трубіж. Тоді 70 українських героїв загинули в цьому бою, а наступ було зупинено на дві доби. Не зумівши зломити бійців Вороньківської сотні в бою, більшовики вдалися до підлої агітації серед солдатів, що розділило залишки загону на дві частини: одні продовжили боротьбу за Незалежність України, а інші піддалися на провокацію і долучились до червоних. Але загарбники знехтували своїми обіцянками про помилування та амністію щодо бійців Вороньківської сотні і жорстоко розстріляли бійців-патріотів. Трагічно завершилася і доля Івана Черпака, якого більшовики розстріляли по дорозі до Борисполя.
У квітні 1920 року на територію України вступили частини польської армії, а з ними війська Української Народної Республіки. Відступаючі загони Червоної Армії відбирали у селян фураж, коней, продовольство. Це викликало невдоволення населення. Більшість селянства рішуче взялася за зброю. Повстали і селяни Бориспільщини. Вони відмовилися давати «оброк» кіньми, возами, продовольством. Тоді населення було пограбовано. Багатьох розстріляли біля Броварського шляху.

### Радянський період
У 1921 році в Борисполі було встановлено радянську владу. Почали організовуватися сільськогосподарські артілі. У 1923 році було створено Бориспільський район.
Здавна славилося пісенністю село Рогозів. На початку 1930-х років в селі було організовано хорланку. Учасники цього колективу брали участь у багатьох концертах, їхні пісні були записані на грамплатівку. Деякі з учасників були запрошені до славнозвісного хорового колективу України, яким керував Г. Верьовка.

Меморіал жертвам Голодомору 1932—1933 рр. поблизу Борисполя, відкритий 2009 року

На цей період припадає і розквіт творчості заслуженого майстра народної творчості, різьбяра по дереву Петра Петровича Верни (1876—1966). Народився П. П. Верна в хуторі Гора, в сім'ї селян-бідняків. Не маючи змоги ходити до школи, самотужки навчився читати і писати. Самобутній талант художника розвинувся без будь-якої допомоги. П.Верна створив багато чудових речей, які ввійшли до найкращих надбань народного декоративного мистецтва.
3 1929 року починається колективізація. Це була справжня трагедія для українського селянства. Як і скрізь по Україні, в Бориспільському районі вона супроводжувалася масовим розкуркуленням, знищенням найпрацьовитішого і тому найзаможнішого прошарку селянства. Люди в колгоспи йшли неохоче, чинили опір колективізації. Прокотилася хвиля «бабських бунтів», на придушення яких було викликано кінну міліцію з Києва. Але незважаючи на опір населення колективізація продовжувалася.
Потім були страшні роки голодомору (1932—1933 років). Було розгорнуто ніколи не бачений терор голодом, щоб навчити українських селян за висловом Косіора «уму-розуму». Бориспільський район рятувало те, що знаходився він неподалік Києва, люди мали змогу виміняти хліб, борошно, крупу на київських базарах. Та все ж від голоду вмирало багато людей. Є відомості про смертність сільського населення Бориспільського району з 1 січня 1933 по 1 січня 1934 року. Ця цифра становить 5739 чоловік. Серед померлих за цей період було 266 дітей віком до одного року. Це за звітами. Фактично ж втрати були значно більшими.
Але і це було не останнє випробування, яке довелося пережити нашому народу. Страшна хвиля сталінських репресій винищила цвіт української нації. Жертвами репресій стали багато жителів району, серед них: Тарабан — керівник райземвідділу, Степанов — голова райвиконкому, Пінчук — бандурист, молодий письменник Жигалко та багато інших.
Друга світова війна принесла страшне лихо на нашу землю. Вже на другий день німецько-радянської війни, 23 червня 1941 року, німецька авіація бомбардувала військове містечко та аеродром, розташований на околиці міста Борисполя. 23 вересня німці оволоділи містом та районом. Окупанти створювали старостати, споруджували тюрми.
У лютому 1943 року в придніпровських лісах біля Сошникова розпочав свою діяльність просталінський партизанський загін ім. Щорса. Бійці загону нищили німецькі застави, зав'язували бої з карателями. Найвагомішим внеском партизан стало збереження Старинського цукрового заводу від знищення. Було врятовано також від німецьких каральних загонів близько десяти сіл району.
Відвоювання Бориспільського району почалося у вересні 1943 року. Район реокупували дві армії — 38-ма — під командуванням Н. Е. Чибісова, 40-ва — під командуванням К. С. Москаленка. 40-ва армія мала досягти Дніпра на ділянці Кийлів, Рудяків, Кальне, Гусинці. 38-ма вела наступ на правому крилі фронту, вона повинна була зайняти рубіж Велика Димерка, Требухів, Бориспіль, Вороньків, Кийлів.
За два роки окупації німці вбили і закатували в районі 497 громадян. Понад 5 тисяч вивезли до Німеччини. В боях загинуло понад 8 тис. мешканців району. Понад 5 тисяч воїнів лежать в братських могилах району.
Наприкінці вересня 1943 року повістками військкомату були викликані юнаки 1926—1928 років народження, з яких після місячної підготовки сформували винищувальний батальйон для боротьби з бандитизмом.
За мужність і героїзм, проявлені в роки війни, були удостоєні звання Героя Радянського Союзу: І. Х. Кравченко з Гнідина, І. І. Братусь з Рогозова, М. І. Стасюк з Великої Стариці, М. П. Прудкий з Дударкова та І. Д. Кудря з Салькова.
Одразу після відвоювання району почалися відбудовчі роботи. За свідченням документів, у 1950 році відбудову господарств було завершено. В 1959 році було створено радгосп «Бориспільський», в 1966 році — радгосп «Промінь», підприємства овочево-молочного напрямку.
В 1965 році прийняв перших пасажирів новий Бориспільський аеропорт, який став одним з найбільших у світі міжнародних аеропортів.
На початку 80-х років на території міста та району працювали 36 промислових та сільськогосподарських підприємств, 27 будівельних та транспортних підприємств, функціонували 20 середніх та 8 восьмирічних шкіл, 50 медичних установ, 34 будинки культури та клуби, 47 бібліотек, спортивна та музична школи, районний будинок побуту, будинок культури.
1985 року було зняте з обліку село Бір.
На початку 90-х років всього по місту і району було 136 великих і малих підприємств і організацій, 15 радгоспів, чотири радгоспи-птахофабрики. В районі — сім сільських будинків культури, 20 сільських клубів, відомі клуби та бібліотеки.

## Адміністративний устрій
Адміністративно-територіально район поділяється на 20 сільських рад, які об'єднують 43 населені пункти і підпорядковані Бориспільській районній раді. Адміністративний центр — місто Бориспіль, яке є містом обласного значення та не входить до складу району.

## Населення
Розподіл населення за віком та статтю (2001):
| Стать | Всього | До 15 років | 15-24 | 25-44 | 45-64 | 65-85 | Понад 85 |
| --- | ------ | ----------- | ----- | ----- | ----- | ----- | -------- |
| Чоловіки | 24 923 | 4458        | 3667  | 7551  | 6272  | 2856  | 119      |
| Жінки | 29 744 | 4119        | 3747  | 7410  | 7712  | 6102  | 654      |
| \| Статево-вікова піраміда \| Статево-вікова піраміда \| Статево-вікова піраміда \| \| ----------------------- \| ----------------------- \| ----------------------- \| \| Чоловіки \| Вік \| Жінки \| \| 119 \| 85 + \| 654 \| \| 224 \| 80-84 \| 819 \| \| 581 \| 75-79 \| 1717 \| \| 1047 \| 70-74 \| 2028 \| \| 1004 \| 65-69 \| 1538 \| \| 1812 \| 60-64 \| 2598 \| \| 1034 \| 55-59 \| 1331 \| \| 1613 \| 50-54 \| 1816 \| \| 1813 \| 45-49 \| 1967 \| \| 2045 \| 40-44 \| 2023 \| \| 1993 \| 35-39 \| 1875 \| \| 1736 \| 30-34 \| 1788 \| \| 1777 \| 25-29 \| 1724 \| \| 1742 \| 20-24 \| 1719 \| \| 1925 \| 15-20 \| 2028 \| \| 2013 \| 10-14 \| 1832 \| \| 1416 \| 5-9 \| 1354 \| \| 1029 \| 0-4 \| 933 \| |        |             |       |       |       |       |          |
| Статево-вікова піраміда |        |             |       |       |       |       |          |
| Чоловіки | Вік    | Жінки       |       |       |       |       |          |
| 119 | 85 +   | 654         |       |       |       |       |          |
| 224 | 80-84  | 819         |       |       |       |       |          |
| 581 | 75-79  | 1717        |       |       |       |       |          |
| 1047 | 70-74  | 2028        |       |       |       |       |          |
| 1004 | 65-69  | 1538        |       |       |       |       |          |
| 1812 | 60-64  | 2598        |       |       |       |       |          |
| 1034 | 55-59  | 1331        |       |       |       |       |          |
| 1613 | 50-54  | 1816        |       |       |       |       |          |
| 1813 | 45-49  | 1967        |       |       |       |       |          |
| 2045 | 40-44  | 2023        |       |       |       |       |          |
| 1993 | 35-39  | 1875        |       |       |       |       |          |
| 1736 | 30-34  | 1788        |       |       |       |       |          |
| 1777 | 25-29  | 1724        |       |       |       |       |          |
| 1742 | 20-24  | 1719        |       |       |       |       |          |
| 1925 | 15-20  | 2028        |       |       |       |       |          |
| 2013 | 10-14  | 1832        |       |       |       |       |          |
| 1416 | 5-9    | 1354        |       |       |       |       |          |
| 1029 | 0-4    | 933         |       |       |       |       |          |

Національний склад населення за даними перепису 2001 року:
| Національність | Кількість осіб | Відсоток |
| -------------- | -------------- | -------- |
| українці       | 52012          | 95,13 %  |
| росіяни        | 2058           | 3,76 %   |
| білоруси       | 155            | 0,28 %   |
| цигани         | 80             | 0,15 %   |
| поляки         | 66             | 0,12 %   |
| інші           | 299            | 0,55 %   |

Мовний склад населення за даними перепису 2001 року:
| Мова       | Кількість осіб | Відсоток |
| ---------- | -------------- | -------- |
| українська | 52304          | 95,67 %  |
| російська  | 2087           | 3,82 %   |
| циганська  | 74             | 0,14 %   |
| білоруська | 67             | 0,12 %   |
| молдовська | 34             | 0,06 %   |
| інші       | 104            | 0,19 %   |

Кількість: 53,483 тис. чол. в тому числі:
- чоловіків — 23,40 тис. чол.
- жінок — 30,08 тис. чол.

Кількість пенсіонерів: — 16,3 тис. осіб (відсоток пенсіонерів від загальної кількості населення району: — 33,6 %)

## Політика
25 травня 2014 року відбулися Президентські вибори України. У межах Бориспільського району було створено 45 виборчих дільниць. Явка на виборах складала — 68,64 % (проголосували 31 355 із 45 682 виборців). Найбільшу кількість голосів отримав Петро Порошенко — 60,41 % (18 942 виборців); Юлія Тимошенко — 15,12 % (4 740 виборців), Олег Ляшко — 10,13 % (3 176 виборців), Анатолій Гриценко — 5,19 % (1 628 виборців). Решта кандидатів набрали меншу кількість голосів. Кількість недійсних або зіпсованих бюлетенів — 0,93 %.

## Археологічні та історичні пам'ятки
Найдавніші пам'ятки археології, що розташовані на території району, відносяться до епохи палеоліту (рештки кісток мамонтів), епохи неоліту (кам'яні знаряддя праці).
На території району зосереджено численні археологічні пам'ятки, що включені до реєстру культурної спадщини : 123 кургани, 53 поселення, 5 городищ різних історичних епох, Покровська церква в с. Сулимівка — пам'ятка архітектури XVII ст., а також пам'ятка садово-паркової архітектури ХІХст. — Сулимівський парк.
На території району знаходиться 80 пам'ятників і 50 братських могил.
Численні археологічні знахідки в районі села Вишеньки створили селу славу справжньої археологічної скарбниці. На території Вишеньківської сільської ради було 17 поселень, городищ, стоянок, могильників від V ст. до н. е. до XVIII ст., під час розкопок яких вивчалися кам'яна доба, доба бронзи, неоліт, трипільська, давньоруська культури. 7 подібних історичних пам'яток є на території Вороньківської сільської ради, 13 — Головурівської сільської ради.
В Бориспільському районі найвідомішими є поселення, виявлені дослідженнями біля сіл Процева, Салькова, Софіївки. Вивчаючи їх, вони були виділені в окремий тип Трипільської культури — Софіївський.
В районі археологи дослідили 30 пам'яток доби бронзи . До цього періоду належить унікальна знахідка — орнаментована рогова сокира, виявлена поблизу с. Дударків і зберігається в Національному музеї історії України.
Район є одним з небагатьох районів Київської області, де зосереджена найбільша кількість курганів. Найбільше їх поблизу сіл Іванкова («Воронова могила», «Сиза могила», «Кутолова могила», «Язвенна могила»), Кірове («Бембериха»), Лебедина, Сеньківки, а курган, що знаходиться біля с. Любарці — «Глушівська могила» — пам'ятка національного значення.
Письменні і археологічні джерела засвідчують наявність на території Бориспільського району поселень та укріплених городищ періоду Київської Русі: в селах Головурів, Старе, Любарці, Вороньків, Іванків, а в селі Проців — 2. Одним із найдавніших укріплень Київської землі був «Город Саков» (с. Сальків, нині в межах Процівської сільської ради). Неодноразово в літописах згадується і «Ворониця» (с. Вороньків).
Відреставрована дерев'яна пам'ятка архітектури XVIII ст. Чудомихайлівська церква в с. Мала Стариця.
Великої уваги вимагає до себе Сулимівський парк, площа 23,6 га, заснований в XIX ст. Парк є пам'яткою садово-паркового мистецтва місцевого значення з 1972 року. 2002 року на замовлення Київської обласної організації Українського товариства охорони пам'яток історії та культури розроблено проект реконструкції насаджень парку. Проект є попереднім етапом у підготовці детального проекту реконструкції парку, який би передбачав відновлення будинку, палацу, реконструкції доріжно-стежкової мережі, відновлення ставка та системи каналів, проведення рубок та посадок дерев.

## Природно-заповідний фонд
На території району є ландшафтний заказник загальнодержавного значення «Хутір Чубинського» загальною площею 10га, розташований на землях Великоолександрівської сільської ради.
Саме на території заказника знаходився хутір Павла Чубинського — відомого фольклориста, етнографа, поета, вченого, педагога, автора гімну України. За свідченнями місцевих жителів, тут, серед лісу, тоді більшого за площею, була його оселя, оточена садом із яблунь і слив. Будинок споруджений у 1862 році і простояв до 30 років ХХ ст.
На території району створено 5 природно-заповідних територій. Крім Сулимівського парку, заказника «Хутір Чубинського», в 1998 р. створений орнітологічний заказник Урочище «В'язове» (біля с. Проців). Тут існує найбільша в області колонія сірих чапель (300 пар), гніздиться орлан-білохвіст, який занесений до Червоної книги.
На території с. Проців знаходиться іхтіологічний заказник «Процівський», утворений в 1999 р. Територія заказника — це важлива відтворювальна база риб Канівського водосховища, тут живе багато видів птахів, а деякі види прилітають на гніздування.
В 1999 році оголошено гідрологічним заказником «Біле болото» (с. Сошників). Заказник створений з метою охорони і збереження цінного природного болотного комплексу, відтворенню різноманітних тварин. болото відоме як місце зимової концентрації козуль, лосів, дикої свині, вовків, які занесені до Європейського Червоного списку.